# 최영상
최영상(영어: Choi Youngsang, 1961년 6월 15일~ )은 대한민국의 대학 교수, 공학자이다.

## 경력
- 1985년 1월 : 현대중공업 플랜트 사업부 보일러 설계부
- 1987년 2월 : 무림제지 설비안전과
- 1993년 3월 : 대구보건대학 전임강사
- 1995년 3월 : 대구보건대학 조교수
- 2007년 3월 : 대구보건대학 교수
- 2005년 5월 : 대구보건대학 소방안전관리과 학과장

## 대외
- 2006년 11월 : 대구광역시의회 의정자문위원
- 2007년 1월 : 경상북도 지방건설기술심의위원회 위원
- 2007년 6월 : 대구광역시 행정서비스심의위원회 위원
- 2007년 3월 : TBN 대구교통방송 <안전지대>(매주 금요일 10:20~)출연
- 2011년 3월 : 소방방재청 화재특별조사팀 전문위원
- 2011년 9월 : 대구광역시 소방시설 등 성능위주설계 위원
- 2012년 9월 : 대구소방안전본부 지방소방기술 심의위원

## 학력
- 1978년 2월 : 김천고등학교 졸업
- 1982년 2월 : 영남대학교 기계공학과 졸업
- 1985년 2월 : 경북대학교 대학원 기계공학과 졸업(공학석사)
- 1994년 3월 : 경북대학교 대학원 기계공학과 입학
- 1998년 2월 : 경북대학교 대학원 기계공학과 졸업(공학박사)

## 저서
- 《소방유체역학》
- 《화재조사론》
- 《핵심소방법》
- 《소방설비》
- 《소방관계법규》
- 《안전학개론》
- 《열.유체역학》